# Niru Jani
Niru Jani (en griego, Νίρου Χάνι) es un yacimiento arqueológico de Grecia ubicado en la isla de Creta. Está en la unidad periférica de Heraclión y en el municipio de Quersoneso, cerca de la localidad de Kokkini Jani y próxima al mar, a 4 km del yacimiento de Amniso.

## Características
En este yacimiento se han excavado los restos de un asentamiento y una mansión minoica que fue construida en el siglo XVI a. C. Este lugar quedó destruido, por un incendio, en el siglo siguiente, en el periodo minoico reciente IB. Constaba de unos 1000 m², unas 40 habitaciones en el piso inferior, al menos dos pisos y patios —uno de ellos pavimentado—, además de espacios destinados a santuario y a almacenamiento.
A pesar de que esa gran mansión no volvió a ser ocupada, los hallazgos de tumbas —una de ellas con un importante ajuar funerario compuesto de sellos de diferentes materiales, joyas de ámbar, una cabeza de toro esculpida, figurillas masculinas de marfil, un anillo de plata, un cuchillo de bronce con mango de hueso y jarras de estribo— y jarrones de los periodos minoico reciente IIIA y IIIB indican que los alrededores sí estuvieron habitados con posterioridad a esa destrucción.
Las primeras excavaciones fueron llevadas a cabo por Stefanos Xanthoudides en 1918 y otros trabajos arqueológicos se desarrollaron en el yacimiento en 1960.